# Calappa flammea
Calappa flammea är en kräftdjursart som först beskrevs av J. F. W. Herbst 1794.  Calappa flammea ingår i släktet Calappa och familjen Calappidae. Inga underarter finns listade i Catalogue of Life.